# Basta (rapper)
Basta (in russo Баста?), alternativamente Noggano, N1nt3nd0 e Gorilla Zippo, pseudonimo di Vasilij Michajlovič Vakulenko (in russo Василий Михайлович Вакуленко?; Rostov sul Don, 30 aprile 1980), è un rapper, cantautore e produttore discografico russo.

## Biografia
Originario di Rostov sul Don, è salito alla ribalta con la pubblicazione di Basta 3, che ha raggiunto la vetta della classifica degli album, venendo certificato oro dalla Nacional'naja Federacija Muzykal'noj Industrii con oltre 24 196 CD venduti in territorio russo e risultando il 5º disco più venduto nel corso del 2010. Anche il disco collaborativo 2010, realizzato con Guf, è riuscito a riscuotere successo, piazzandosi al vertice della graduatoria russa, ottenendo la certificazione d'oro dalla NFMI e divenendo il 5º album di maggior successo dell'intero anno.
Nell'ambito del premio Viktorija, il principale riconoscimento musicale dell'industria musicale russa, ha trionfato otto volte. È stato candidato come miglior artista russo agli MTV Europe Music Awards nel 2013 e nel 2016.
Nell'ottobre 2019 è diventato proprietario dell'FK SKA Rostov-na-Donu; insieme alla società Rostec partecipa al restauro del club.
Basta è stato il primo artista in assoluto a superare i 9 milioni di ascoltatori mensili su Yandex Music, ottenendo tale risultato nel gennaio 2024. È risultato anche il primo a superare i 20 milioni di ascoltatori unici in un unico anno su VK Muzyka.

## Discografia

### Album in studio
- 2006 – Basta 1
- 2007 – Basta 2
- 2008 – Pervyj (come Noggano)
- 2009 – Tëplyj (come Noggano)
- 2010 – Basta 3
- 2010 – 2010 (con Guf)
- 2011 – N1nt3nd0 (come N1nt3nd0)
- 2013 – Basta 4
- 2015 – Basta/Smoki Mo (con Smoki Mo)
- 2016 – Basta 5, čast' 1
- 2016 – Basta 5, čast' 2
- 2016 – Lakšeri (come Noggano)
- 2019 – Papa na rėjve (come N1nt3nd0)
- 2020 – 40
- 2022 – Palec na otsečenie (come Noggano)
- 2024 – Krestnyj papa (come N1nt3nd0)

### Album dal vivo
- 2014 – Crocus City Hall (Live 2012)
- 2016 – Live @Ledovyj Dvorec
- 2019 – Tak i živ'ëm. Dorožnyj al'bom

### Album di remix
- 2024 – Akustika

### Raccolte
- 2008 – K tebe
- 2013 – Basta+

### Singoli
- 2008 – Naše leto (con MakSim)
- 2010 – Esly by (con Guf)
- 2011 – S Novym godom, Rossija! (come Noggano; feat. QP)
- 2012 – Moja Vselennaja (solo o con White Gallows)
- 2013 – ČK
- 2014 – Superhero
- 2014 – Moë kino
- 2014 – Kamennye cvety (con Smoki Mo)
- 2014 – Staraja škola (con Smoki Mo)
- 2015 – Skripka Stradivari
- 2015 – Deti kapitana Granta (come Noggano)
- 2015 – Sobaka s'ela tovar (come Noggano)
- 2015 – Piton, čto za zavaruška? (come Noggano)
- 2015 – Tam, gde nas net
- 2015 – Final'nyj matč (con Smoki Mo)
- 2016 – Ja smotrju na nebo
- 2016 – Slon (con Aglaja Šilovskaja)
- 2016 – I Just Live My Life
- 2016 – Golos (feat. Polina Gagarina)
- 2016 – Tëmnaja noč'
- 2016 – Priglašenie na festival' Gazgolder Live
- 2016 – Ja podnimajus' nad zemlëj (feat. Al'ona Omargalijeva)
- 2016 – Bonni i Klajd
- 2016 – Rodnaja
- 2016 – No Banditos (come Noggano)
- 2016 – Angel very (feat. Polina Gagarina)
- 2016 – Bra-za-Bro (come Noggano; con Kupė)
- 2016 – Roleksy (come Noggano)
- 2017 – Master i Margarita (feat. Juna)
- 2017 – Leningrad (come Noggano; con QP)
- 2017 – Sansara (feat. Diana Arbenina, Aleksandr F. Skljar, Sergej Bobunec, Sunsay, Skriptonit & Ant)
- 2017 – Ulica
- 2017 – Priglašenie v tur po Germanii (Dojčland)
- 2017 – Papa What's Up
- 2018 – Million golosov
- 2018 – My s toboj (feat. Alsou)
- 2018 – Volga (come Noggano; feat. Krëstnaja sem'ja)
- 2018 – Pod paljaščim ognëm (con Pelageja)
- 2018 – Stay
- 2019 – Amerika, saljut!
- 2019 – Bez tebja (feat. Dvoreckaja)
- 2019 – Muzyka, bud' so mnoj
- 2019 – Zažigat'
- 2019 – Ne para (con Straniza)
- 2019 – Privet (con Matrang)
- 2019 – SKA Rostov
- 2019 – Na zare
- 2019 – Strašno tak žit'
- 2019 – Mama my CSKA
- 2020 – #Poprikolu (con Jolka)
- 2020 – Každyj pered Bogom nag
- 2020 – Kogda ja smotrju na nebo
- 2020 – Šar (feat. Smoki Mo)
- 2020 – Nebolej (con Zivert)
- 2020 – Zombi (come Noggano; feat. Lil Zombie)
- 2020 – #Nekorona (come Noggano; con Vavan)
- 2021 – Kriogen (con Rickey F)
- 2021 – Mama (con Skriptonit, Feduk, Truwer e Niman)
- 2021 – Vojna (con i Therr Maitz)
- 2021 – Knockdown
- 2021 – Na bes zolota
- 2021 – Ty byla prava
- 2021 – Rajon
- 2021 – Op, davaj davaj (come Noggano; con QP)
- 2022 – Ne dotjanut'sja do zvezd
- 2022 – Mutnaja voda
- 2022 – Aushpana
- 2022 – Osen' (con Andro)
- 2022 – Verju v tebja
- 2022 – Vremeni net (con Feduk)
- 2023 – Lëgkie den'gi
- 2023 – Semejnyj biznes
- 2023 – Obninsk (come Noggano)
- 2023 – ČP23
- 2023 – Ty tak mne neobchodim (con Mona)
- 2023 – Gde ty teper' i s kem (con HammAli & Navai)
- 2023 – Pomin (con Straniza)
- 2023 – Kavabanga 2.0
- 2023 – Udali (con Ramil')
- 2023 – Rėkviem
- 2023 – Devočka-samuraj
- 2023 – Akrobaty razbitych nadežd
- 2023 – Zolotaja Lada (come Noggano)
- 2023 – Železnyj čelovek
- 2023 – Džunglin zovut (con DJ Groove)
- 2023 – Ne zabyvaj menja (con Mona)
- 2023 – V raznye storony
- 2023 – Nam ne žit' drug bez druga (con Lev Leščenko)
- 2023 – Karma (con OG Buda)
- 2024 – Kliffchėnger (con Soda Luv)
- 2024 – Bosye nogi (con Jakone)
- 2024 – Bol'še čem vsë (con Vassa Želeneznova)
- 2024 – Blagorazumnyj razbojnik
- 2024 – Ja rano naučilsja letat'
- 2024 – Chudi (con Mona)
- 2024 – Ja najdu tebja čerez veka
- 2024 – Nikto menja ne najdet (come Gorilla Zippo)
- 2024 – Seryj pës (con Antocha MC)
- 2024 – Tuman (con Miravi)
- 2024 – Workal (con Whole Lotta Swag)
- 2024 – Pro babki
- 2024 – Zima v serdce (con Eva Pol'na)
- 2025 – Veter dorog (con Ol'ga Serjabkina)
- 2025 – Poslednij rejv
- 2025 – Fevral'
- 2025 – Svetom (con Serëža Averin feat. Gorod 312)
- 2025 – Kosmos (con Tritia)
- 2025 – Sektor
- 2025 – Mama, ja mogu!
- 2025 – Poezda (con Komnata kul'tury e Ženja Trofimov)